# Royal League 2006-2007
Navigation
Édition précédente
La Royal League 2006-2007 est la troisième et dernière édition de la Royal League, une compétition internationale à laquelle participent les 4 meilleurs clubs des championnats du Danemark, de Suède et de Norvège. Elle a été mise en place afin de permettre aux clubs scandinaves, souvent éliminés prématurément des compétitions européennes, de pouvoir s'affronter lors de rencontres internationales.
La compétition s'organise en plusieurs phases. Un premier tour voit les 12 équipes réparties en 3 poules de 4 : les 2 premiers de chaque pays sont regroupées avec le troisième et le quatrième des 2 autres pays. Les 2 premiers de chaque poule, ainsi que les 2 meilleurs troisièmes se qualifient pour la phase finale, disputée sous la forme d'un tableau à élimination directe avec quarts, demi-finales et finale en match simple. La finale est jouée au Brøndby Stadion de Brøndby.
C'est le club danois du Brøndby IF qui remporte la compétition en battant en finale leurs compatriotes du FC Copenhague, doubles tenants du titre.

## Dotations
La Royal League est financée par des entreprises privées et est donc richement dotée. L'ensemble des dotations est indiquée en couronnes danoises (DKK) :
Premier tour :
- Participation - 1 000 000 DKK
- Victoire - 125 000 DKK
- Match nul - 62 500 DKK

Qualification pour la phase finale :
- En tant que premier du groupe - 600 000 DKK
- En tant que deuxième - 300 000 DKK
- En tant que meilleurs troisièmes - 150 000 DKK

Phase finale :
- Victoire en quarts - 350 000 DKK
- Victoire en demi-finale - 400 000 DKK

Finale :
- Vainqueur - 2 000 000 DKK
- Finaliste - 500 000 DKK

## Participants
Championnat du Danemark de football 2005-2006 :
- FC Copenhague - Champion et tenant de la Royal League
- Brøndby IF - Deuxième
- Odense BK - Troisième
- Viborg FF - Quatrième

Championnat de Norvège de football 2006 :
- Rosenborg BK - Champion
- SK Brann - Deuxième
- Vålerenga IF - Troisième
- Lillestrom SK - Quatrième

Championnat de Suède de football 2006 :
- IF Elfsborg - Champion
- AIK Fotboll - Deuxième
- Hammarby IF - Troisième
- Helsingborgs IF - Quatrième

## Premier tour

### Groupe A
| Rang | Équipe          | Pts | J | G | N | P | Bp | Bc | Diff |  | Résultats (▼ dom., ► ext.) | Oden | Bran | Hels | Rose |
| ---- | --------------- | --- | - | - | - | - | -- | -- | ---- |  | -------------------------- | ---- | ---- | ---- | ---- |
| 1    | Odense BK       | 13  | 6 | 4 | 1 | 1 | 13 | 7  | +6   |  | Odense BK                  |      | 3-2  | 3-0  | 5-3  |
| 2    | SK Brann        | 9   | 6 | 2 | 3 | 1 | 13 | 11 | +2   |  | SK Brann                   | 1-1  |      | 2-2  | 3-2  |
| 3    | Helsingborgs IF | 9   | 6 | 2 | 3 | 1 | 8  | 8  | 0    |  | Helsingborgs IF            | 1-0  | 2-2  |      | 3-1  |
| 4    | Rosenborg BK    | 1   | 6 | 0 | 1 | 5 | 7  | 15 | -8   |  | Rosenborg BK               | 0-1  | 1-3  | 0-0  |      |

### Groupe B
| Rang | Équipe        | Pts | J | G | N | P | Bp | Bc | Diff |  | Résultats (▼ dom., ► ext.) | Lill | Brøn | Cope | Hamm |
| ---- | ------------- | --- | - | - | - | - | -- | -- | ---- |  | -------------------------- | ---- | ---- | ---- | ---- |
| 1    | Lillestrom SK | 12  | 6 | 3 | 3 | 0 | 7  | 3  | +4   |  | Lillestrom SK              |      | 1-1  | 1-0  | 2-0  |
| 2    | Brøndby IF    | 11  | 6 | 3 | 2 | 1 | 10 | 8  | +2   |  | Brøndby IF                 | 1-1  |      | 1-3  | 3-1  |
| 3    | FC Copenhague | 9   | 6 | 3 | 0 | 3 | 9  | 5  | +4   |  | FC Copenhague              | 0-1  | 0-1  |      | 4-0  |
| 4    | Hammarby IF   | 1   | 6 | 0 | 1 | 5 | 5  | 15 | -10  |  | Hammarby IF                | 1-1  | 2-3  | 1-2  |      |

### Groupe C
| Rang | Équipe       | Pts | J | G | N | P | Bp | Bc | Diff |  | Résultats (▼ dom., ► ext.) | Vale | Elfs | AIK | Vibo |
| ---- | ------------ | --- | - | - | - | - | -- | -- | ---- |  | -------------------------- | ---- | ---- | --- | ---- |
| 1    | Vålerenga IF | 14  | 6 | 4 | 2 | 0 | 13 | 8  | +5   |  | Vålerenga IF               |      | 2-1  | 4-2 | 1-0  |
| 2    | IF Elfsborg  | 8   | 6 | 2 | 2 | 2 | 11 | 8  | +3   |  | IF Elfsborg                | 2-3  |      | 4-0 | 1-0  |
| 3    | AIK Fotboll  | 6   | 6 | 1 | 3 | 2 | 7  | 12 | -5   |  | AIK Fotboll                | 1-1  | 1-1  |     | 1-1  |
| 4    | Viborg FF    | 3   | 6 | 0 | 3 | 3 | 5  | 8  | -3   |  | Viborg FF                  | 2-2  | 2-2  | 1-2 |      |

## Deuxième tour
|  | Quarts de finale | Quarts de finale | Quarts de finale | Quarts de finale |               |               | Demi-finales | Demi-finales | Demi-finales | Demi-finales |  |  | Finale       | Finale       | Finale       | Finale       |
|  |                  |                  |                  |                  |               |               |              |              |              |              |  |  |              |              |              |              |
|  | 1 mars 2007      | 1 mars 2007      | 1 mars 2007      | 1 mars 2007      |               |               | 8 mars 2007  | 8 mars 2007  | 8 mars 2007  | 8 mars 2007  |  |  | 15 mars 2007 | 15 mars 2007 | 15 mars 2007 | 15 mars 2007 |
|  | 1 mars 2007      | 1 mars 2007      | 1 mars 2007      | 1 mars 2007      |               |               | 8 mars 2007  | 8 mars 2007  | 8 mars 2007  | 8 mars 2007  |  |  | 15 mars 2007 | 15 mars 2007 | 15 mars 2007 | 15 mars 2007 |
|  | Brøndby IF       | Brøndby IF       | 3                | 3                |               |               | 8 mars 2007  | 8 mars 2007  | 8 mars 2007  | 8 mars 2007  |  |  | 15 mars 2007 | 15 mars 2007 | 15 mars 2007 | 15 mars 2007 |
|  | Brøndby IF       | Brøndby IF       | 3                | 3                |               |               | 8 mars 2007  | 8 mars 2007  | 8 mars 2007  | 8 mars 2007  |  |  | 15 mars 2007 | 15 mars 2007 | 15 mars 2007 | 15 mars 2007 |
|  | SK Brann         | SK Brann         | 0                | 0                |               |               | 8 mars 2007  | 8 mars 2007  | 8 mars 2007  | 8 mars 2007  |  |  | 15 mars 2007 | 15 mars 2007 | 15 mars 2007 | 15 mars 2007 |
|  | SK Brann         | SK Brann         | 0                | 0                | Brøndby IF    | Brøndby IF    | 2            | 2            |              |              |  |  | 15 mars 2007 | 15 mars 2007 | 15 mars 2007 | 15 mars 2007 |
|  | 1 mars 2007      |                  |                  |                  | Brøndby IF    | Brøndby IF    | 2            | 2            |              |              |  |  | 15 mars 2007 | 15 mars 2007 | 15 mars 2007 | 15 mars 2007 |
|  |                  |                  | Odense BK        | Odense BK        | 1             | 1             |              |              |              |              |  |  | 15 mars 2007 | 15 mars 2007 | 15 mars 2007 | 15 mars 2007 |
|  | Odense BK tab    | Odense BK tab    | Odense BK        | Odense BK        | 1             | 1             | 2 (4)        | 2 (4)        |              |              |  |  | 15 mars 2007 | 15 mars 2007 | 15 mars 2007 | 15 mars 2007 |
|  | Odense BK tab    | Odense BK tab    | 8 mars 2007      |                  |               |               | 2 (4)        | 2 (4)        |              |              |  |  | 15 mars 2007 | 15 mars 2007 | 15 mars 2007 | 15 mars 2007 |
|  | Lillestrom SK    | Lillestrom SK    | 2 (1)            | 2 (1)            |               |               |              |              |              |              |  |  | 15 mars 2007 | 15 mars 2007 | 15 mars 2007 | 15 mars 2007 |
|  | Lillestrom SK    | Lillestrom SK    | 2 (1)            | 2 (1)            | Brøndby IF    | Brøndby IF    | 1            | 1            |              |              |  |  |              |              |              |              |
|  | 4 mars 2007      |                  |                  |                  | Brøndby IF    | Brøndby IF    | 1            | 1            |              |              |  |  |              |              |              |              |
|  |                  |                  | FC Copenhague    | FC Copenhague    | 0             | 0             |              |              |              |              |  |  |              |              |              |              |
|  | IF Elfsborg      | IF Elfsborg      | FC Copenhague    | FC Copenhague    | 0             | 0             | 1            | 1            |              |              |  |  |              |              |              |              |
|  | IF Elfsborg      | IF Elfsborg      |                  |                  |               |               |              |              |              |              |  |  |              |              |              |              |
|  | FC Copenhague    | FC Copenhague    | 2                | 2                |               |               |              |              |              |              |  |  |              |              |              |              |
|  | FC Copenhague    | FC Copenhague    | 2                | 2                | FC Copenhague | FC Copenhague | 3            | 3            |              |              |  |  |              |              |              |              |
|  | 4 mars 2007      |                  |                  |                  | FC Copenhague | FC Copenhague | 3            | 3            |              |              |  |  |              |              |              |              |
|  |                  |                  | Helsingborg      | Helsingborg      | 1             | 1             |              |              |              |              |  |  |              |              |              |              |
|  | Vålerenga IF     | Vålerenga IF     | Helsingborg      | Helsingborg      | 1             | 1             | 1            | 1            |              |              |  |  |              |              |              |              |
|  | Vålerenga IF     | Vålerenga IF     |                  |                  |               |               |              | 1            |              |              |  |  |              |              |              |              |
|  | Helsingborg      | Helsingborg      | 2                | 2                |               |               |              |              |              |              |  |  |              |              |              |              |
|  | Helsingborg      | Helsingborg      | 2                | 2                |               |               |              |              |              |              |  |  |              |              |              |              |
|  |                  |                  |                  |                  |               |               |              |              |              |              |  |  |              |              |              |              |

## Finale
| 15 mars 2007 | Brøndby IF            | 1 - 0 | FC Copenhague | Brøndby Stadion, Brøndby                            |                                                     |
| 19:00        | M.Ericsson 38e (pen.) |       |               | Spectateurs : 17 914 Arbitrage : Tom Henning Øvrebø | Spectateurs : 17 914 Arbitrage : Tom Henning Øvrebø |